# Hologagrella timorana
Hologagrella timorana is een hooiwagen uit de familie Sclerosomatidae.